# 4. (Preußisches) Infanterie-Regiment (Reichswehr)
Das 4. (Preußisches) Infanterie-Regiment war ein Regiment der Reichswehr.

## Geschichte
Das Regiment wurde am 1. Januar 1921 aus den Reichswehr-Infanterie-Regimentern 15 und 102 sowie dem Reichswehr-Schützen-Regiment 4 des Übergangsheeres gebildet. Am 29. Mai 1922 erhielt das Regiment zusätzlich zu seinem Namen die landsmannschaftliche Bezeichnung „Preußisches“.
Im Zuge der Vergrößerung der Reichswehr wurde das Regiment 1934 in der ersten Aufstellungswelle geteilt und daraus das Infanterie-Regiment Kolberg und das Infanterie-Regiment Stargard gebildet.

### Garnisonen
- Kolberg: Regimentsstab, II. (Jäger-)Bataillon und 13. (MW)-Kompanie
- Stargard: I. Bataillon
- Deutsch-Krone: III. Bataillon mit Stab, 9. und 10. Kompanie
- Schneidemühl: III. Bataillon, 11. und 12. Kompanie
- Neustettin: Ausbildungs-Bataillon

### Kommandeure
| Nr. | Name                                | Beginn der Berufung | Ende der Berufung |
| --- | ----------------------------------- | ------------------- | ----------------- |
| 1.  | Oberst Gottfried Edelbüttel         | 1. Januar 1921      | 19. März 1922     |
| 2.  | Oberst Adolf Herrgott               | 1. April 1922       | 31. Oktober 1922  |
| 3.  | Oberst Edwin von Stülpnagel         | 1. November 1922    | 31. Mai 1926      |
| 4.  | Oberst/Generalmajor Fedor von Bock  | 1. Juni 1926        | 31. Oktober 1929  |
| 5.  | Oberst/Generalmajor Friedrich Roese | 1. November 1929    | 31. März 1931     |
| 6.  | Oberst Adolf Strauß                 | 1. Oktober 1932     | 31. August 1934   |
| 7.  | Oberst Fritz Büchs                  | 1. September 1934   | 31. März 1937     |

## Organisation

### Verbandszugehörigkeit
Das Regiment unterstand dem Infanterieführer II der 2. Division in Schwerin.

### Gliederung
Das Regiment bestand neben dem Regimentsstab mit Nachrichtenstaffel aus
I. Bataillon mit Stab und Nachrichtenstaffel, hervorgegangen aus dem Reichswehr-Infanterie-Regiment 15,
II. (Jäger-)Bataillon mit Stab und Nachrichtenstaffel, hervorgegangen aus dem Reichswehr-Infanterie-Regiment 102,
III. Bataillon mit Stab und Nachrichtenstaffel, hervorgegangen aus dem Reichswehr-Schützen-Regiment 4,
Ergänzungs-Bataillon, ab 23. März 1921 Ausbildungs-Bataillon, hervorgegangen aus dem Reichswehr-Infanterie-Regiment 102.
Jedes Feld-Bataillon gliederte sich zu drei Kompanien zu je drei Offizieren und 161 Unteroffizieren und Mannschaften (3/161) sowie einer MG-Kompanie (4/126). Insgesamt bestand ein Bataillon aus 18 Offizieren und Beamten (einschließlich Sanitätsoffizieren) und 658 Mann.

## Bewaffnung und Ausrüstung

### Hauptbewaffnung
Die Schützen waren mit dem Karabiner K98a ausgerüstet. Jeder Zug besaß ein leichtes Maschinengewehr MG 08/15.
In den MG-Kompanien bestanden jeweils der 1. Zug aus drei Gruppen mit drei schweren Maschinengewehren MG 08 auf Lafette, vierspännig gezogen, der 2. bis 4. Zug aus drei Gruppen mit drei schweren Maschinengewehren MG 08 auf Lafette, zweispännig gezogen.
Die schwersten Waffen des Regiments waren die Minenwerfer in der 13. Kompanie. Der 1. Zug war mit zwei mittleren Werfern 17 cm, vierspännig gezogen, ausgerüstet, der 2. und 3. Zug mit drei leichten Werfern 7,6 cm, zweispännig gefahren.

## Sonstiges

### Traditionsübernahme
Das Regiment übernahm 1921 die Tradition der alten Regimenter.
- 1. und 4. Kompanie: Colbergsches Grenadier-Regiment „Graf Gneisenau“ (2. Pommersches) Nr. 9
- 2. und 3. Kompanie: Infanterie-Regiment „Keith“ (1. Oberschlesisches) Nr. 22
- 5. und 6. Kompanie: Garde-Grenadier-Regiment Nr. 5
- 7. und 8. Kompanie: Pommersches Jäger-Bataillon „Fürst Bismarck“ Nr. 2
- 9. und 10. Kompanie: Infanterie-Regiment „Graf Schwerin“ (3. Pommersches) Nr. 14
- 11. Kompanie: 4. Westpreußisches Infanterie-Regiment Nr. 140
- 12. Kompanie: 6. Westpreußisches Infanterie-Regiment Nr. 149
- 13. Kompanie: Infanterie-Regiment „von der Goltz“ (7. Pommersches) Nr. 54
- 14. Kompanie: Infanterie-Regiment „Generalfeldmarschall von Mackensen“ (3. Westpreußisches) Nr. 129
- 15. Kompanie: 8. Westpreußisches Infanterie-Regiment Nr. 175
- 16. Kompanie: Danziger Infanterie-Regiment Nr. 128